# اندیس دونا
دونا یک اندیس فلزی است که در حوالی شهر مرزن آباد استان مازندران قرار دارد و مادهٔ معدنی موجود در آن، نقره است.  